# José Valdez
José Carlos Valdez Calva (* 2. September 1986 in Pachuca de Soto) ist ein ehemaliger mexikanischer Radrennfahrer.

## Sportliche Laufbahn
José Valdez gewann 2005 jeweils eine Etappe bei der Vuelta a San Luis Potosi und bei der Vuelta Mazatlan. Im nächsten Jahr fuhr er für das Chivas Cycling Team, wo er eine Etappe bei der Vuelta Sonora, ein Teilstück bei der Vuelta Mazatlan und eine Etappe bei der Vuelta a la Laguna gewann. 2007 wechselte Valdez zu Tecos de la Guadalajara. Hier war er auf drei Teilstücken der Vuelta al Estado de Oaxaca erfolgreich. Ab 2008 fuhr er für das mexikanische Continental Team Canel’s Turbo Mayordomo. In seinem ersten Jahr dort gewann er die achte Etappe der Vuelta Mexico. 2009 beendete er seine Radsportlaufbahn als Elitefahrer mit Vertrag, bestritt aber bis 2015 weiterhin einige Rennen.

## Erfolge
2006
- eine Etappe Vuelta Sonora

2008
- eine Etappe Vuelta Mexico

## Teams
- 2006 Chivas Cycling Team
- 2007 Tecos de la Universidad Autónoma de Guadalajara
- 2008 Canel’s Turbo Mayordomo
- 2009 Burgos Monumental-Castilla y León